# Mikołaj z Latowicza
Mikołaj z Latowicza (ur. w Latowiczu, zm. 15 września 1499 w Rzymie) – polski duchowny katolicki i prawnik, dziekan penitencjarzy w bazylice św. Piotra, kanonik i prepozyt kapituły katedralnej w Płocku, prepozyt kapituły włocławskiej oraz kanonik kapituły gnieźnieńskiej.

## Życiorys
Był synem Piotra, mieszczanina z Latowicza koło Mińska Mazowieckiego. Latem 1462 roku rozpoczął studia na Wydziale Sztuk Uniwersytetu Krakowskiego, po dwóch latach uzyskał bakalaureat sztuk wyzwolonych, a zaraz po świętach Bożego Narodzenia w 1468 roku sięgnął po tytuł magistra. Studiował również filozofię (wraz z Janem z Głogowa).

### Działalność uniwersytecka
Niedługo po promocji magisterskiej rozpoczął wykładać na krakowskim Wydziale Sztuk, zaczął wtedy również studiować prawo kanoniczne. W 1470 roku został bakałarzem dekretów.
30 stycznia 1473 roku wszedł do grona kolegiatów Kolegium Większego, dwukrotnie pełnił funkcję prepozyta (przełożonego) Kolegium (1473 i 1474). W semestrze zimowym 1473/1474 roku pełnił funkcję praepositus cellarii (opiekuna piwnicy z trunkami dla mieszkańców Kolegium).
W 1474 roku uzyskał licencjat prawa kanonicznego. Przez kilka miesięcy, razem z Jakubem Boksicą, toczył spór z prepozytem Kolegium Andrzejem z Łabiszyna o pozycję wśród kolegiatów. Sprawa ta była rozważana m.in. na zgromadzeniu ogólnym mistrzów uniwersytetu, którzy 28 lutego 1475 roku zdecydowali, że Mikołaj będzie miał pierwszeństwo w oddawaniu głosów na zebraniach kolegiatów, przy stole i na wykładach, zaraz po osobach z tytułem doktora.
W semestrze zimowym 1476/1477 roku wybrany został na dziekana Wydziału Sztuk. Studiował również teologię, od początku 1480 roku źródła wymieniają go jako bakałarza teologii.

### Kariera kościelna
Przed 1479 rokiem otrzymał kanonię w kościele św. Floriana w Krakowie. Na polecenie biskupa Jana Rzeszowskiego wyjechał do Rzymu (1479), gdzie na początku 1480 roku wypromowany został na doktora dekretów, a rok później na doktora obojga praw. Najprawdopodobniej w 1483 roku uzyskał również tytuł doktora teologii.
W marcu 1480 roku uzyskał nominację na penitencjarza mniejszego w bazylice św. Piotra. Obsługiwał tam penitentów z Polski, Rusi, Czech i Słowacji. Niedługo później mianowano go dziekanem penitencjarzy. Uzyskał również wiele papieskich prowizji i beneficjów: probostwa w Ibramowicach (przed 1480), św. Jakuba Apostoła na Kazimierzu (1480), w Gołaczowych (1484), kanonię (1480) i prepozyturę (1484) w płockiej kapitule katedralnej, prepozyturę w kapitule włocławskiej oraz kanonię w kapitule gnieźnieńskiej. Reprezentował również wielu polskich duchownych w Kamerze Apostolskiej.

### Śmierć
Zmarł w Rzymie, 15 września 1499 roku.